# Ceratotheca

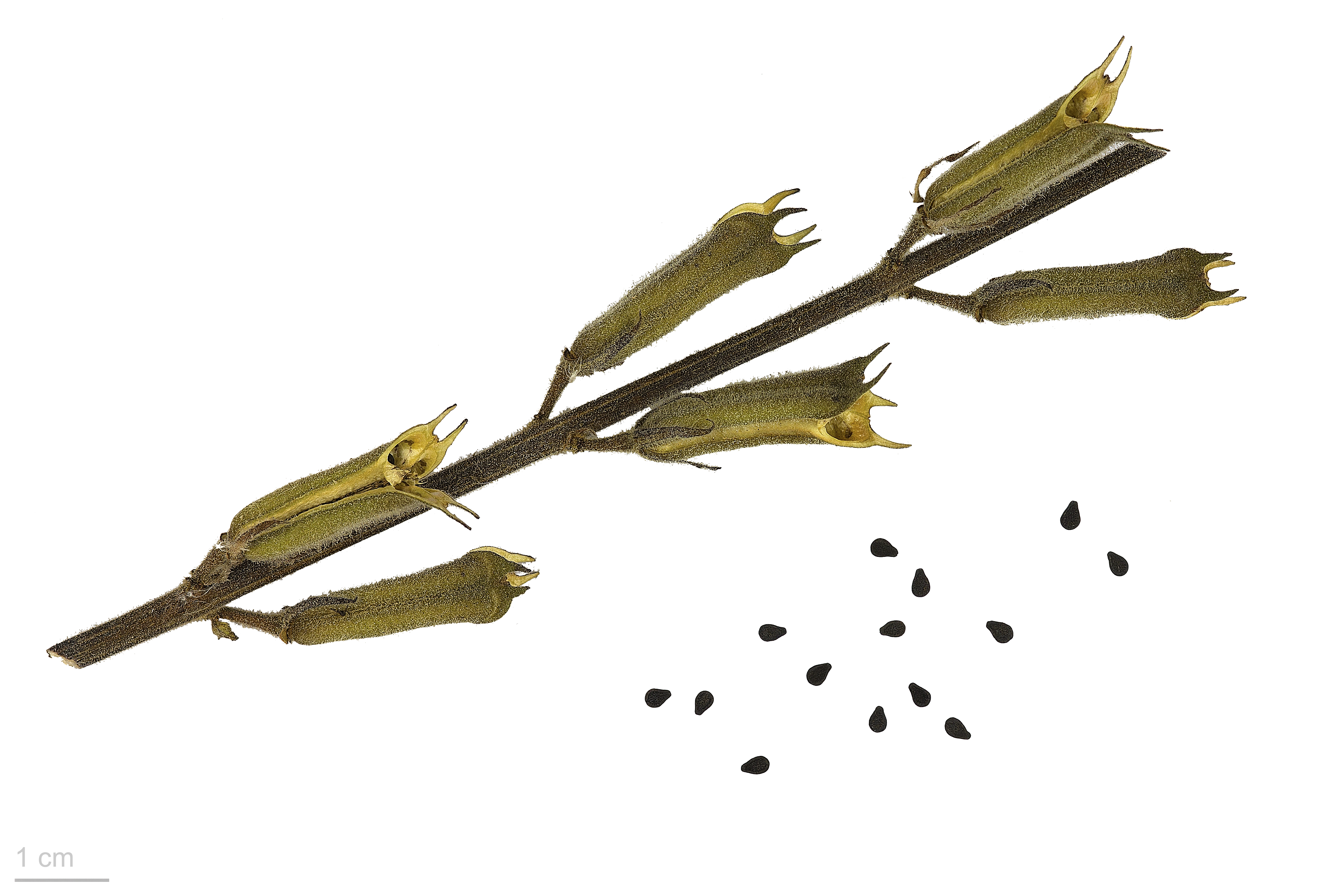
Ceratotheca triloba - MHNT

Ceratotheca é um género botânico pertencente à família Pedaliaceae.

## Espécies
| - Ceratotheca elliptica - Ceratotheca integribracteata - Ceratotheca kraussiana - Ceratotheca lamiifolia - Ceratotheca melanosperma | - Ceratotheca reniformis - Ceratotheca saxicola - Ceratotheca sesamoides - Ceratotheca triloba - Ceratotheca vanderystii |

## Nome e referências
Ceratotheca Endl.